# Дополнительная валюта

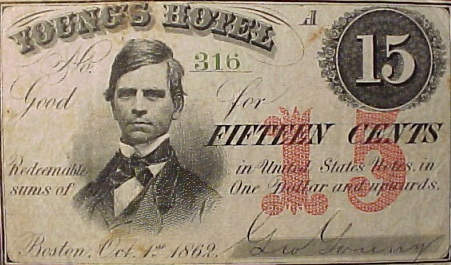
15 центов 1862 года, выпущенные отелем Юнг в Бостоне

Дополнительная валюта — валюта, которая по соглашению определённого круга лиц может дополнять или заменять национальную валютную систему. Термин охватывает региональную валюту, частные деньги и валюту сообществ.

## Цели введения
Дополнительные валюты часто разрабатываются специально для решения конкретных вопросов или проблем, а введение большинства из них преследует несколько целей и направлено на решение нескольких вопросов. Дополнительная валюта может быть полезна для общин, которые не имеют доступа к финансовому капиталу, а также для корректировки расходов населения. В 2006 году Всемирная база данных Дополнительных валютных систем в годовом отчёте представила результаты исследования 150 систем. Цели введения 94 из них заключались в улучшении кооперации, развитии малого и среднего предпринимательства, активизации местного рынка, снижении потребности в национальной валюте, и развитии общин. Основной целью дополнительной валюты является не получение высокой прибыли, а соединения «неиспользованного ресурса с необеспеченной потребностью».

## Сторонники введения дополнительной валюты
Сторонниками дополнительной валюты являются бельгийский экс-банкир Бернар Лиетар, британский экономист Хейзел Хендерсон, голландец Хенк ван Аркель (глава STRO), Эдгар Камперс и Роб ван Хилтен (инициаторы Qoin), Маргрит Кеннеди, Майкл Линтон, Эдгар Кан (изобретатель Банка времени), и многие другие. Бернар Лиетар утверждает, что национальные валюты являются недостаточными для мировых бизнес-потребностей, ссылаясь на то, что за последние 20 лет в 87 странах произошли серьёзные валютные кризисы. По мнению Лиетара, дополнительная валюта является способом защиты от проблем подобного рода. На конференции Международной ассоциации бартерной торговли (IRTA) Лиетар то же самое говорил и о бартере.

## Особенности дополнительной и альтернативной валюты
Дополнительная валюта — валюта, предназначенная для использования в качестве дополнения к другой валюте (как правило — национальной валюте). Дополнительная валюта иногда именуется дополнительной валютой сообщества или просто валютой сообщества. Причиной тому служит то, что область хождения дополнительной валюты в подавляющем большинстве случаев ограничивается конкретным сообществом. Есть, однако, некоторые дополнительные валюты, которые являются региональными или глобальными, такие как Community Exchange System, WIR и Friendly Favors, или предложенная глобальная земельная валюта.
Термин дополнительная валюта включает широкую группу обменных систем, валют или скрипов, разработанных, чтобы использоваться в сочетании со стандартной валютой или другими дополнительными валютами. Дополнительная валюта может быть оценена и обменена на национальную валюту, но также может функционировать как и средство обмена сама по себе. Дополнительные валюты лежат вне границ национальных законных платёжных средств и не используются как таковые. Как и в случае с национальными валютами, системы дополнительной валюты различаются между собой обменным курсом, областью обращения и возможностью использования в сочетании с другими валютами.
Некоторые дополнительные валюты базируются на состоянии реальных ресурсов (золото, нефть, услуг и т. д.) и меняются в зависимости от их колебаний. Повременная валюта представляет собой время, необходимое для выполнения услуги в часах, не беря в расчёт потенциальную рыночную стоимость выполнения услуги. В некоторых дополнительных валютах используется система отрицательного процента (демередж). Это стимулирует рыночный обмен валюты и принуждает отказаться от дополнительной валюты как средства хранения капитала.

5000 хакасских рублей

Валютные спекуляции и азартные игры, как правило, не входят в концепцию дополнительных валют. Дополнительные валюты зачастую намеренно ограничены в региональном распространении, времени действия, секторе использования и круге лиц, которые могут пользоваться валютной системой.
В том случае, если валюта используется параллельно с национальной валютной системой, то такая валюта может именоваться дополнительной. Альтернативная валюта — любая валюта, используемая в качестве альтернативы доминирующим национальным или многонациональным валютным системам (фиатные деньги). Альтернативные валюты могут быть созданы индивидуальным лицом, корпорацией или организацией, они могут быть также выпущены государством или региональными органами власти. Альтернативная валюта также может возникнуть и естественным путём, когда люди начинают использовать определенный товар в качестве валюты. Взаимный кредит — одна из форм альтернативной валюты. Любая форма кредитования, которая не проходит через банковскую систему, может считаться одной из форм альтернативной валюты. Часто альтернативные валюты возникают при договоренности большого круга лиц об использовании какого либо механизма расчета для упрощения обмена натуральными товарами и/или услугами.
Одним из типов альтернативной валюты являются так называемые Банки времени, впервые возникшие в 1970-е годы в Японии и в 1980-е появившиеся в Великобритании. Их суть заключается в том, что за каждый час волонтёрской помощи на счёт в банке времени волонтёру начисляется 1 единица системы, а у воспользовавшегося его услугами снимается. Ещё одним типом альтернативных денежных систем является бартер. Фактически он представляет собой систему, внутри которой происходит обмен конкретными предметами или услугами без использования любой из валюты. В 1982 году была создана наиболее распространённая дополнительная валютная система — Торговая система местного обмена, которая упорядочивает обмен товарами и услугами между членами кооперации.
В Бразилии после приватизации промышленной отрасли мобильных телефонов и отчисления с неё 1 % дохода в сферу образования, был создан фонд в размере 3 млрд реал (1 млрд долларов), средства которого правительство намеревалось направить в сектор образования. Профессор Бернар Лиетар в 2004 году выдвинул предложение о введении специальной ваучерной системы и секторальной валюты, которая бы позволяла населению оплачивать получение высшего образования. По замыслу Лиетаера, валюта «сабер» должна выдаваться каждому школьнику в возрасте 7 лет, а по достижении 17 лет ею можно частично оплатить обучение в ВУЗе. Валюта имеет высокий отрицательный процент, каждый год при хранении обесцениваясь на 20 %. Некоторые специалисты считают, что схема дополнительной валютной системы «сабер» в 10 раз эффективнее, чем прямые дотации в сферу образования страны.
В 2009 году была создана первая криптовалюта «Биткойн», дающая возможность анонимных платежей. Принцип одноранговой сети и отсутствие административного центра делает невозможным внешнее (в том числе государственное) управление эмиссией или направленностью транзакций. Данные о всех операциях являются публичными и хранятся в реплицированной распределённой БД. Для обеспечения неизменности данных используются криптографические методы. Хотя нет обязательной комиссии, участники могут добровольно включать в платёж произвольную сумму вознаграждения, что повышает приоритет обработки такой транзакции. Вознаграждение достаётся узлу, включившему в очередной блок данную транзакцию. Биткойны принимаются как в оплату за товары или услуги, так и в форме пожертвований. Онлайн-сервис обмена цифровых валют позволяет купить/продать криптовалюты за обычные деньги.

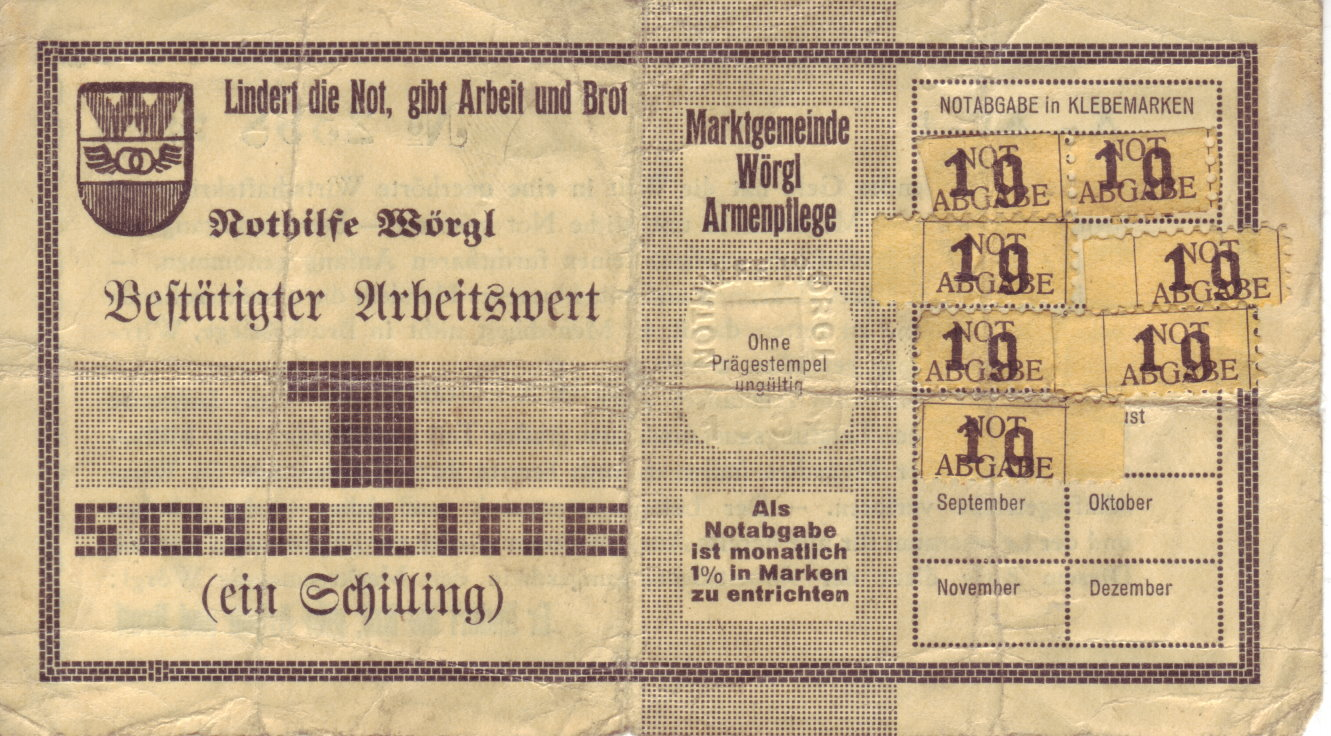
Один шиллинг города Вёргль

Некоторые альтернативные валюты быстро обесцениваются, что увеличивает денежно-кредитное обращение. «Чудо Вёргля» — эксперимент, который показал потенциал свободных денег, введённых в оборот в небольшом австрийском городке Вёргль. Местные валюты также обладают преимуществом в виде того, что они не могут быть потрачены за границей, а значит валюта всегда продолжает циркулировать в изначальном регионе, принося пользу лишь местной экономике. С другой стороны, невозможность потратить местную валюту вне региона её хождения является для многих неудобством.
Считается, что альтернативные валюты могут работать как противовес местной экономики. Их активность повышается в том случае, если местная экономика замедляется, а при увеличение её темпов — активность альтернативной валюты естественным путём замедляется. Между тем, профессор Николаус Лойфер считает, что использование местных валют, таких как свободные деньги, может повысить активность местной экономики лишь на непродолжительный период времени. По мнению Лойфера, длительное использование местной валюты в конечном счёте приведёт к снижению в активности экономической деятельности дестабилизации экономики в целом.

## Преимущества и недостатки дополнительной валюты

### Преимущества
Некоторые дополнительные валюты намеренно быстро обесцениваются (по этой, по причине, по-немецки они называются Schwundgeld), что, в свою очередь, увеличивает денежное обращение. Истории известно так называемое «чудо Вёргля» ― во время Великой депрессии этот австрийский город ввёл у себя местную валюту под названием «свободные шиллинги», что привело к росту доходов и резкому падению уровня безработицы. Местная валюта также имеет то преимущество, что она не может быть потрачена за границей, и поэтому деньги всегда продолжают циркулировать локально, принося пользу именно местной экономике.

### Недостатки
Согласно предположению профессора Николауса Лойфера, использование местных валют, таких как «свободные шиллинги», может только временно увеличить экономическую активность. Длительное использование местной валюты в конечном итоге приведёт к снижению экономической активности и к дестабилизации экономики по причине увеличения скорости обращения денег по мере того, как уменьшается их количество в обращении (поскольку такие новые валюты, как «свободные шиллинги», быстро снижаются в своей стоимости).

## Отношение властей и налогообложение
Когда началась первая волна создания дополнительных денежных систем (1930-е гг.), власти многих стран попытались этому воспрепятствовать. Региональная валюта города Шваненкирхен была запрещена в 1931 году, а в 1933 году под запрет попала и денежная система Вёргля. Аналогичные меры принимались и во Франции. Между тем, швейцарская валюта WIR, выпущенная в оборот в 1934 году, сохранилась и по сей день. По некоторым оценкам, в 2000-х гг. действовало от 3 до 5 тысяч различных дополнительных валютных систем.
При использовании альтернативных и дополнительных валют часто возникают проблемы с уплатой налогов. Некоторые альтернативные валюты считаются свободными от налога, но большинство из них полностью им облагается, как если бы они были национальной валютой. Между тем, требования налогового законодательства позволяют оплачивать налог лишь в национальной валюте. Законность и налоговый статус альтернативных валют значительно различаются от страны к стране; некоторые действующие системы одной страны в другом государстве являются нелегальными.